# Cá thu ngàng
Cá thu ngàng (Danh pháp khoa học: Acanthocybium solandri), hay còn gọi là cá thu hũ, cá wahoo, là một loài cá trong họ Cá thu ngừ phân bố ở vùng nhiệt đới và cận nhiệt đới Đại Tây Dương, Thái bình Dương, Ấn Độ Dương, biển Caribê và Địa Trung Hải. Phân bố Việt Nam tại vùng biển miền Trung và Đông Nam bộ. Đây là một loài cá có giá trị kinh tế. Tên thường gọi tiếng Việt: cá thu ngàng, cá thu. Tên thường gọi tiếng Anh Wahoo, Kinkfish, Peto, Guarapucu, Ono, Thazard Batard. Tên gọi tiếng Pháp Thazard-bâtard. Tên gọi tiếng Nhật: Kamasu-sawara. Tên gọi tiếng Hàn Quốc Mae-ji-bang-o.

## Đặc điểm
Về bề ngoài, cá thu ngàng có thân hình thoi, rất dài, hơi bị nén lại. Kích thước chúng dài đến 250 cm, mũi dài đây là loài cá có mũi dài gần bằng 50% chiều dài cả đầu, không những dài mũi chúng còn nhọn, phía sau của xương hàm trên bị che, răn khỏe, thân dẹp bên, hình tam giác, chúng không có lược mang. Về màu sắc, chúng có ánh xanh lá cây hơi xanh da trời óng ánh ở lưng, hai bên trắng bạc có 24–30 đường sọc màu xanh thẫm, một số sọc ghép lại hoặc hình chữ Y. Cá tươi có thịt rất ngon và giàu chất dinh dưỡng. Khi chúng chết, màu sắc của cơ thể phai rất nhanh.
Về cấu trúc, chúng có thân rất dài, hình thoi và hơi dẹt bên. Miệng rộng răng khỏe, nhọn, xếp thành hàng. Hai vây lưng, vây thứ nhất có 23-27 tia cứng, vây thứ hai có 12-16 tia mềm và sau đó là 8-9 vây phụ. Vây hậu môn có 12-14 tia mềm và sau đó là 9 vây phụ. Thân phủ vảy nhỏ. Lưng màu xanh xám, hai bên thân màu bạc, có 24-30 sọc màu cô ban, đôi khi sọc chập đôi hoặc hình chữ Y. Kích cỡ khai thác 800–1000mm.

## Tập tính
Sống ở đại dương, thường xa bờ, độ sâu 0 – 15 mét. Sống ở các biển nhiệt đới. Là loài cá nổi đại dương thường sống đơn độc hoặc một số ít tụ tập lỏng lẻo hơn là tạo thành đàn lớn. Ăn cá và mực ống. Cá Thu Ngàng là loài cá có tốc độ chạy thuộc hàng nhanh nhất đại dương (97 km/h).

## Khai thác
Nó là cá câu thể thao ở một số khu vực. Được bán dưới dạng tươi, ướp muối hoặc miếng tẩm gia vị, cũng được đông lạnh. Ở Việt Nam, cá thu ngàng được khai thác quanh năm, chính vụ từ tháng 9 đến tháng 3 năm sau tại các vùng biển miền Trung và Đông Nam Bộ bằng ngư cụ lưới rê, câu. Kích thước khai thác từ 800-1000mm. Dạng sản phẩm của chúng có thể ăn tươi, chế biến phi lê, phơi khô, đóng hộp.